# Таксюр Ян Ілліч
Ян Ілліч Таксюр (нар. 11 листопада 1952) — радянський та український російськомовний письменник, поет, сатирик, публіцист, редактор, засуджений за державну зраду та за обміном переданий Росії. Учасник, автор й ведучий багатьох телепередач, автор поетичних збірок, учитель історії. Голова «Клубу Голохвастова» газети «Київські відомості» (у співавторстві з О. Володарським; 1993—2010 роки, аж до закриття видання). Кавалер Ордена преподобного Нестора Літописця.
Відомий своїми проросійськими поглядами, критикою томоса про автокефалію ПЦУ і закону про мову, та прихильністю до «руского міра» загалом. Працював на забороненому за російську пропаганду телеканалі КРТ, а згодом став ведучим на проросійському ютуб-каналі «Перший Козацький». Поділяв погляди проросійського публіциста Олеся Бузини.
Є автором вірша «Міраж» (відомого також під назвою «Отак подивишся здаля…»), якого іноді помилково приписують Тарасові Шевченку. Ян Таксюр стверджує, що написав цей вірш з метою «посміятися над вузькістю і безумом національної ненависті й національного чванства», але «помилився».

## Біографія
Ян Ілліч Таксюр народився 11 листопада 1952 року. Після хрещення отримав ім'я Іоанн. 1969 року закінчив Київську середню школу № 17. 1974 року закінчив історичний факультет у Київському педагогічному інституті імені Горького. Після випуску з інституту служив у радянській армії, а згодом працював учителем історії. Водночас брав участь в аматорському театрі.
Твори писав ще з дитинства, а в 1980-ті роки почав публікувати сатиричні вірші, писати монологи для естради, а згодом і оповідання. За часів СРСР — постійний автор таких газет і журналів як: «Литературная газета», журнал «Крокодил», «Юность». Згодом писав для таких видань як: «Кореспондент», «Обозреватель», «Дзеркало тижня. Україна», «Версии», «Известия в Украине», «Одна Родина», «Омилия», «Неделя.UA», «Радуга» і багатьох інших.
У співавторстві з Олександром Володарським писав тексти для багатьох зірок естради, вигадував сюжети для мультфільмів, був співголовою «Клубу Голохвастова» (1993—2010) газети «Київські відомості».
Публікує статті про православну віру і церкву, за що митрополит Української православної церкви (Московського патріархату) Онуфрій нагородив його орденом Нестора Літописця II ступеня.

### Державна зрада
10 березня 2022 року Яна Таксюра затримала СБУ в Києві за звинуваченням у державній зраді. 24 травня 2023 року засуджений до 12 років позбавлення волі за державну зраду. Після вироку суду, Таксюра обміняли на полоненого під Бахмутом українського військовослужбовця.

## Особисте життя
До обміну на полоненого українського військовослужбовця у травні 2023 року, жив і працював в Києві. Має сина і доньку.
За словами Яна Таксюра, йому вдалося подолати онкологічне захворювання.

## Книги
- Таксюр Я. Отак подивишся здаля… [Текст]: мої улюблені вірші / Я. Таксюр. — К. : Візант, 2002. — 56 с. — ISBN 956-7041-15-X
- Таксюр Я. Кому на Україні жити добре. — К.: Амадей, 2004. — 112 с. — ISBN 966-7689-38-7.
- Таксюр Я. Круглов И. Сколько стоит каравай, или Таємниці рідного краю. — Киев: «Спринт-сервис», 2016. — 176 с.
- Таксюр Я. «100 кращих віршів». — 176 с. — К.: Саммит-книга, 2018. — ISBN 978-617-7672-06-6.